# Dipteryx
Dipteryx es un género con nueve especies de arbustos y árboles de la familia Fabaceae, nativos de Suramérica, Centroamérica y el Caribe. Comprende veintinueve especies descritas y de estas, solo nueve aceptadas.
Baru (D. alata) es una fruta de la vegetación del cerrado del Brasil y especie vulnerable, es un árbol inesperado encontrado en las selvas tropicales lluviosas.

## Taxonomía
El género fue descrito por Johann Christian Daniel von Schreber y publicado en Genera Plantarum 2: 485. 1791. La especie tipo es: Dipteryx odorata

## Especies aceptadas
- Dipteryx alata
- Dipteryx lacunifera
- Dipteryx magnifica
- Dipteryx micrantha
- Dipteryx odorata
- Dipteryx oleifera
- Dipteryx polyphylla
- Dipteryx punctata
- Dipteryx rosea